# Usagi Yojimbo
Usagi Yojimbo (兎用心棒, Usagi Yōjinbō, lit. "conill escorta") és una sèrie de còmics creada el 1984 pel nord-americà Stan Sakai i guanyador de diversos premis Eisner.

## Sinopsi
Els còmics estan ambientats principalment a l'inici del període Edo de la història del Japó i compta amb animals antropomòrfics en substitució d'éssers humans. El personatge principal és un conill rōnin anomenat Miyamoto Usagi, a qui Stan Sakai el basa en el famós Miyamoto Musashi. Usagi vaga al llarg del país fent el que es coneix en japonès com a Musha shugyō (武者修行) o pelegrinatge del guerrer, oferint de tant en tant el seu servei com a escorta.
Els llibres estan formats, eminentment, de narracions independents les unes de les altres. Les històries inclouen moltes referències a la història del Japó i la seva cultura popular, i de vegades inclouen criatures mítiques. L'arquitectura, la roba, les armes i d'altres objectes es dibuixen amb molta fidelitat a l'estil de l'època. Sovint hi ha històries que tenen per objecte il·lustrar diversos elements de les arts i artesanies japoneses, com la confecció d'estels, espases, o ceràmica. Aquests esforços han estat reeixits amb l'atorgació del premi "Parents' Choice Award" de 1990 per "l'experta transmissió de la història i les llegendes en l'obra".

## Influències
Usagi Yojimbo està fortament influenciat pel cinema japonès i s'hi inclouen referències a l'obra del cineasta Akira Kurosawa (el títol de la sèrie surt de la pel·lícula de 1960 "Yojimbo") i de les icones del cinema popular japonès com Kozure Ōkami, més coneguda internacionalment com Lone Wolf and Cub (El llop solitari i el seu cadell), Zatoichi, i Godzilla. La sèrie també està influenciada en part pel còmic "Groo the Wanderer" de Sergio Aragonés (Sakai va ser el retolista d'aquesta sèrie), però el to general d'Usagi Yojimbo és més seriós i reflexiu. La sèrie segueix el nomenament convencional tradicional japonès estàndard per a tots els personatges que apareixen: el seu cognom seguit pel seu nom.
Diversos dels personatges s'inspiren en o fan referència a les pel·lícules de samurais. L'antic senyor d'Usagi s'anomena "Mifune", que és un gest de complicitat a Toshirō Mifune, un actor que va protagonitzar incomptables pel·lícules clàssiques de samurais. "Gen", el rinoceront caçador de recompenses, està inspirat personatges interpretats pel mateix Mifune a les pel·lícules Yojimbo i Sanjuro. "Zato-Ino", l'espadatxí cec, és un referent i homenatge al famós personatge de Zatoichi protagonista de diverses pel·lícules. La història "Cabra solitària i fill" compta amb un assassí que es passeja amb el seu fill en un cotxet, en referència a la sèrie de pel·lícules i còmics, "El llop solitari i el seu cadell". La seva amiga "Tomoe Ame", una samurai com ell, s'inspira en la samurai Tomoe Gozen. La història de "La conspiració del drac" inclou elements que recorden les clàssiques pel·lícules d'Akira Kurosawa "Set samurais" i "La fortalesa amagada", en particular com Usagi recull diversos aliats per assaltar la fortalesa del senyor del mal.
Encara que la principal influència ve de les pel·lícules de samurais, també se n'aprecia d'altres gèneres. Per exemple, la història "Sumi-E", compostade tres parts, compta amb monstres semblants a Godzilla (identificat com a "Zylla" i introduï per primer cop al vol.2 "Samurai"), Gamera, Ghidorah, Mothra i Daimajin.

## Premis
La sèrie ha estat guardonada amb 5 premis Eisner:
- 1996 a la "Millor Retolació"[5] per treballs publicats al 1995ː Groo i Usagi Yojimbo.
- 1996 al "Talent Mereixedor de Reconeixement"[5] per Usagi Yojimbo.
- 1999 a la "Millor Sèrie"[5] per Usagi Yojimbo: "Segadora".
- 2012 a la "Millor Retolació"[6] per Usagi Yojimbo.
- 2015 a la "Millor Retolació"[6] per Usagi Yojimbo

El Museu Nacional Japonès-Americà de Los Angeles va presentar el juliol de 2011 una exposició titulada "Year of the Rabbit: Stan Sakai's Usagi Yojimbo"

## Aparicions
El personatge d'Usagi ha aparegut en els episodis 32 i 34 de la 3a temporada dels dibuixos animats televisius de les "Tortugues Ninja" de 1987 i en els episodis 23-26 de la 2a temporada de 2003, en que protagonitza (juntament amb Gen) un torneig inter-dimensional contra les tortugues. També apareix en l'episodi 13 de la 4a temporada en una confrontació amb Leonardo, i en l'episodi del casament del personatge femení, April O'Neil titulat "Wedding Bells and bytes".

## Personatges

### Principals
Miyamoto Usagi. Ronin solitari, Usagi travessa el Japó a peu en una missió anomenada "el pelegrinatge del guerrer" després de la pèrdua del seu amo i senyor Mifune (senyor de la Província del Nord), llavors en guerra contra el Senyor "fosc" Hikiji. Els seus viatges el porten a coincidir amb diferents personatges, alguns dels quals es converteixen en recurrents. Encara que pertany a la casta dels samurais i ser un seguidor estricte del bushidō (el codi dels guerrers), Usagi es barreja i de vegades fa amics entre la població. La seva ment oberta el porta a buscar el perdó cada vegada que està malament, fins i tot en la cara dels membres "inferiors" (pels estàndards de l'època). A partir d'un generós i ple de bondat natural que, no obstant això, mai dubta a l'hora de lluitar. Rodamon en moments en què la vida és difícil per a tothom, i que participa regularment en baralles, o lluita en duels amb rivals tan diversos com bandits, samurais o ninja, sortint-ne victoriós gràcies al seu prodigiós talent amb l'art de l'espasa heretat del seu mestre Katsuichi.
Chizu. Una gata kunoichi i germana de Shingen. Després de la mort del seu germà el va succeir breument com a líder del clan ninja Neko, però les lluites de poder internes la varen portar a l'exili. S'ha trobat diverses vegades amb Usagi, desenvolupant, fins i tot, un enamorament per ell, però els seus respectius sentits del deure eviten que emprenguin aquest viatge junts.
Gennosuke (Gen). Un rinoceront caçador de recompenses, bocamoll, jugador i aprofitat però a vegades té bon cor i és generós, el que enforteix l'amistat amb Usagi. Excel·lent espadatxí amb l'espasa curta o wakizashi.
Jei. Un llop més conegut com a Jei-san o l'Espasa dels Déus. És el més semblant a una veritable nèmesi de Miyamoto Usagi. Vesteix un quimono negre i va armat amb una yari (llança recta) de full negre i el parell d'espases daishō. Jei és un samurai que creu que ha estat elegit pels déus com a emissari per destruir el mal i executar els pecadors. No obstant, en el seu deliri, percep a tothom com un pecador i té tendència a matar a qualsevol que atregui la seva atenció. L'habilitat més òbvia que posseeix és la immortalitat, ja que ha tornat en incomptables ocasions després d'haver estat mort.
Lord Hebi. Una serp dàimio lleial a Lord Hijiki. És despietat i porta a terme els malèvols plans del seu senyor. És molt més gran que qualsevol altre personatge, i malgrat no tenir braços o cames, és un gran lluitador utilitzant la seva mida i les grosses dents de què disposa.
Sanshobo. Un gos sacerdot. Temps enrere responia al nom d'Inushiro va estar sota el serveis del senyor feudal Ikeda, però després de la mort del seu fill i del seu senyor en una rebel·lió contra en també senyor feudal Noriyuki es va fer sacerdot per oblidar el passat.
Tomoe Ame. Una gata samurai del clan dels Geishu, guardaespatlles personal i assessora més propera de Lord Noriyuki. Ha compartit moltes aventures amb Miyamoto Usagi, ajudant-se mútuament molts cops. S'aprecia que tots dos tenen profunds sentiments mutus que van més enllà de l'amistat, com es pot veure a "Chanoyu" (llibre 22). El seu personatge està basat en la famosa samurai Tomoe Gozen. Com a curiositat, "Tomoe Ame" també és el nom d'uns caramels japonesos.
Inazuma. Una gata vídua d'un samurai i una de les lluitadores més ferotges i hàbils amb l'espasa, superant a molts dels altres personatges. La seva habilitat és gairebé tot talent natural. El seu nom (稲 妻 en kanji) significa "llampec".

## Col·leccions i novel·les gràfiques

### Estats Units d'Amèrica
Llibres
- Book 1: The Ronin (1987, Fantagraphics Books) – reunieix històries d'Albedo Anthropomorphics #2, 3, i 4; Usagi Yojimbo: Summer Special #1; The Doomsday Squad #3; i Critters #1, 3, 6, 7, 10, 11, i 14
- Book 2: Samurai (1989, Fantagraphics Books) – reuneixUsagi Yojimbo (vol. 1) #1–6
- Book 3: Wanderer's Road (1989, Fantagraphics Books) – reuneix Usagi Yojimbo (vol. 1) #7–12 i una història de Turtle Soup (vol. 1) #1
- Book 4: Dragon Bellow Conspiracy (1991, Fantagraphics Books) – reuneix Usagi Yojimbo (vol. 1) #13–18
- Book 5: Lone Goat and Kid (1992, Fantagraphics Books) – reuneix Usagi Yojimbo (vol. 1) #19–24
- Book 6: Circles (1994, Fantagraphics Books) – reuneix Usagi Yojimbo (vol. 1) #25–31 i una història de Critters #50
- Book 7: Gen's Story (1996, Fantagraphics Books) – reuneixUsagi Yojimbo (vol. 1) #32–38 i una història de Critters #38
- Book 8: Shades of Death (1997, Dark Horse Comics) – reuneix Usagi Yojimbo (vol. 2) #1–6 i una història dels números #7–8
- Book 9: Daisho (1998, Dark Horse Comics) – reuneix Usagi Yojimbo (vol. 2) #7–12 and 14
- Book 10: The Brink of Life and Death (1998, Dark Horse Comics) – reuneix Usagi Yojimbo (vol. 2) #13 i 15–16 i Usagi Yojimbo (vol. 3) #1–6
- Book 11: Seasons (1999, Dark Horse Comics) – reuneix Usagi Yojimbo (vol. 3) #7–12 i Usagi Yojimbo Color Special: Green Persimmon #1, and stories from Usagi Yojimbo Roleplaying Game i The Art of Usagi Yojimbo #1
- Book 12: Grasscutter (1999, Dark Horse Comics) – reuneix Usagi Yojimbo (vol. 3) #13–22
- Book 13: Grey Shadows (2000, Dark Horse Comics) – reuneix Usagi Yojimbo (vol. 3) #23–30
- Book 14: Demon Mask (2001, Dark Horse Comics) – reuneix Usagi Yojimbo (vol. 3) #31–38 i històries de Dark Horse Presents (vol. 1) #140, Dark Horse Presents Annual #3, Wizard magazine #97, Oni Double Feature #11, i Dark Horse Extra #20–23
- Book 15: Grasscutter II – Journey to Atsuta Shrine (2002, Dark Horse) – reuneix Usagi Yojimbo (vol. 3) #39–45
- Book 16: The Shrouded Moon (2003, Dark Horse Comics) – reuneix Usagi Yojimbo (vol. 3) #46–52
- Book 17: Duel at Kitanoji (2003, Dark Horse Comics) – reuneix Usagi Yojimbo (vol. 3) #53–60
- Book 18: Travels with Jotaro (2004, Dark Horse Comics) – reuneix Usagi Yojimbo (vol. 3) #61–68
- Book 19: Fathers and Sons (2005, Dark Horse Comics) – reuneix Usagi Yojimbo (vol. 3) #69–75
- Book 20: Glimpses of Death (2006, Dark Horse Comics) – reuneix Usagi Yojimbo (vol. 3) #76–82 i una història de Drawing the Line
- Book 21: The Mother of Mountains (2007, Dark Horse Comics) – reuneix Usagi Yojimbo (vol. 3) #83–89
- Book 22: Tomoe's Story (2008, Dark Horse Comics) – reuneix Usagi Yojimbo (vol. 3) #90–93 i històries de Usagi Yojimbo Color Special #1–3
- Book 23: Bridge of Tears (2009, Dark Horse Comics) – reuneix Usagi Yojimbo (vol. 3) #94–102
- Book 24: Return of the Black Soul (2010, Dark Horse Comics) – reuneix Usagi Yojimbo (vol. 3) #103–109 i una història de Free Comic Book Day: Star Wars / Dark Horse All Ages #1
- Book 25: Fox Hunt (2011, Dark Horse) – reuneix Usagi Yojimbo (vol. 3) #110–116 i una història de MySpace Dark Horse Presents #18
- Book 26: Traitors of the Earth (2012, Dark Horse Comics) – reuneix Usagi Yojimbo (vol. 3) #117–123 i històries de Dark Horse Maverick 2001 #1 i MySpace Dark Horse Presents #35
- Book 27: A Town Called Hell (2013, Dark Horse Comics) – reuneix Usagi Yojimbo (vol. 3) #124–131
- Book 28: The Red Scorpion (2014, Dark Horse Comics) – reuneix Usagi Yojimbo (vol. 3) #132–138
- Book 29: Two-Hundred Jizo (2015, Dark Horse Comics) – reuneix Usagi Yojimbo (vol. 3) #139–144 i històries de Dark Horse Presents (vol. 2) #7 i 35–36
- Book 30: Thieves and Spies (2016, Dark Horse Comics) - reuneix Usagi Yojimbo (vol. 3) #145-151.
- Book 31: The Hell Screen (2017, Dark Horse Comics) - reuneix Usagi Yojimbo (vol. 3) #152-158.
- Book 32: Mysteries (2018, Dark Horse Comics) - reuneix Usagi Yojimbo (vol. 3) #159-165.
- Book 33: The Hidden (2019, Dark Horse Comics) - reuneix Usagi Yojimbo (vol. 3) #166-172.
- Book 34: Bunraku and Other Stories (2020, IDW Publishing) - reuneix Usagi Yojimbo (vol. 4) #1-7.
- Book 35: Homecoming (2021, IDW Publishing) - reuneix Usagi Yojimbo (vol. 4) #8-14.

Col·leccions
- Usagi Yojimbo: The Special Edition (2009, Fantagraphics Books) – reuneix els llibres #1–7
- The Usagi Yojimbo Saga
  - Volume 1 (2014, Dark Horse Comics) – reuneix els números #8–10.
  - Volume 2 (2015, Dark Horse Comics) – reuneix els números #11–13.
  - Volume 3 (2015, Dark Horse Comics) – reuneix els números #14–16.
  - Volume 4 (2015, Dark Horse Comics) – reuneix els números #17–19.
  - Volume 5 (2015, Dark Horse Comics) – reuneix els números #20–22.
  - Volume 6 (2016, Dark Horse Comics) – reuneix els números #23–25.
  - Volume 7 (2016, Dark Horse Comics) - reuneix els números #26-28.
  - Volume 8 (2019, Dark Horse Comics) - reuneix els números #29-31.
  - Volume 9 (2021, Dark Horse Comics) - reuneix els números #32-33 i Usagi Yojimbo/Teenage Mutant Ninja Turtles: The Complete Collection.
  - Legends (2017, Dark Horse Comics) - reuneix Space Usagi, Yokai, Senso i una historia apareguda al Comic Book Legal Defense Fund Liberty Annual 2014.

Altres col·leccions i novel·les gràfiques
- Space Usagi (1998, Dark Horse Comics) – reuneix Space Usagi (vol. 1) #1–3, Space Usagi (vol. 2) #1–3, i Space Usagi (vol. 3) #1–3, i històries de Usagi Yojimbo Color Special #3 i Teenage Mutant Ninja Turtles (vol. 1) #47
- Usagi Yojimbo: Yokai (2009, Dark Horse Comics) – novel·la gràfica original.
- Usagi Yojimbo: Senso (2015, Dark Horse Comics) – reuneix Usagi Yojimbo: Senso #1–6
- Usagi Yojimbo/Teenage Mutant Ninja Turtles: The Complete Collection (2018, Dark Horse Comics) - reuneix histories aparegudes al Turtle Soup #1, Usagi Yojimbo (vol. 3) #10, Shell Shock, Usagi Yojimbo (vol. 2) #1-3, i Teenage Mutant Ninja Turtles/Usagi Yojimbo del volum 9 de la col·lecció The Usagi Yojimbo Saga.
- Chibi Usagi: Attack of the Heebie Chibis (2021, IDW Publishing) - novel·la gràfica original.

Col·lecció Origins
La sèrie Usagi Yojimbo Origins reuneix, en color, les històries originals en blanc i negre.
- Volume 1: Samurai (2021, IDW Publishing) - reuneix Usagi Yojimbo Color Classics #1-7, que correspon a les histories originals en blanc i negre publicades a Usagi Yojimbo (vol. 1) #1-4 i 6, Critters #6-7, i Albedo Anthropomorphics #3-4.
- Volume 2: Wanderer's Road (2021, IDW Publishing) - reuneix Usagi Yojimbo Wanderer's Road #1-7, que correspon a les histories originals en blanc i negre publicades a Usagi Yojimbo (vol. 1) #7-14.

Llibres d'art
- The Art of Usagi Yojimbo (2004, Dark Horse Comics) – inclou històries de Trilogy II Tour Book i l'edició de cobertes de Usagi Yojimbo Book Four.
- The Sakai Project: Artists Celebrate Thirty Years of Usagi Yojimbo (2014, Dark Horse Comics).
- Usagi Yojimbo Gallery Edition Volume 1: Samurai and Other Stories (2015, Dark Horse Comics).
- Usagi Yojimbo Gallery Edition Volume 2: The Artist and Other Stories (2016, Dark Horse Comics).
- Usagi Yojimbo: 35 Years of Covers (2019, Dark Horse Comics).

### Espanya
Planeta DeAgostini va començar a editar els llibres recopilatoris l'any 1998, però sense respectar l'ordre original. Així va començar pel llibre en que apareixen les Tortugues ninja, de moda aquell any. Encara que els llibres es poden llegir de manera independent, existeix un element de continuïtat entre les trames, de manera que en els últims volums publicats apareix l'ordre correcte de lectura a l'interior de la contraportada.
El llistat de volums, seguint l'ordre original de lectura seria:
- Usagi Yojimbo vol. 6: Primeras andanzas. ISBN 978-84-395-0440-5
- Usagi Yojimbo vol. 7: Samurái. ISBN 978-84-395-0429-0
- Usagi Yojimbo vol. 8: El camino del vagabundo. ISBN 978-84-395-9730-8
- Usagi Yojimbo vol. 9: La conspiración del dragón. ISBN 978-84-395-5350-2
- Usagi Yojimbo vol. 10: Cabra Solitaria y su hijo. ISBN 978-84-374-0240-6
- Usagi Yojimbo vol. 11: Círculos. ISBN 978-84-674-0574-3
- Usagi Yojimbo vol. 12: La historia de Gen. ISBN 978-84-674-0575-0
- Usagi Yojimbo vol. 1: Sombras de muerte. ISBN 978-84-395-7989-2
- Usagi Yojimbo vol. 2: Daisho. ISBN 978-84-395-7991-5
- Usagi Yojimbo vol. 3: Al filo de la vida y la muerte. ISBN 978-84-674-0576-7
- Usagi Yojimbo vol. 4: Estaciones. ISBN 978-84-395-0234-0
- Usagi Yojimbo vol. 5: Segadora. ISBN 978-84-395-0407-8
- Usagi Yojimbo vol. 13: Sombras grises. ISBN 978-84-674-1403-5
- Usagi Yojimbo vol. 14: La máscara del demonio. ISBN 978-84-674-1420-2
- Usagi Yojimbo vol. 15: Segadora II: Viaje al templo de Atsuta. ISBN 978-84-674-2516-1
- Usagi Yojimbo vol. 16: Halo de Luna. ISBN 978-84-674-2797-4
- Usagi Yojimbo vol. 17: Duelo en Kitanoji. ISBN 978-84-674-3905-2
- Usagi Yojimbo vol. 18: Viajes con Jotaro. ISBN 978-84-674-4544-2
- Usagi Yojimbo vol. 19: Padres e hijos. ISBN 978-84-674-5596-0
- Usagi Yojimbo vol. 20: Visiones de muerte. ISBN 978-84-674-6524-2
- Usagi Yojimbo vol. 21: La madre de las montañas. ISBN 978-84-674-9514-0
- Usagi Yojimbo vol. 22: La historia de Tomoe. ISBN 978-84-684-7737-4
- Usagi Yojimbo vol. 23: Puente de Lágrimas. ISBN 978-84-684-7738-1
- Usagi Yojimbo vol. 24: El Regreso del Alma Negra. ISBN 978-84-684-7739-8
- Usagi Yojimbo vol. 25: La Caza del Zorro. ISBN 978-84-684-7987-3
- Usagi Yojimbo vol. 26: Traidores de la Tierra. ISBN 978-84-684-7988-0
- Usagi Yojimbo vol. 27: Una ciudad llamada Infierno. ISBN 978-84-684-7989-7
- Usagi Yojimbo vol. 28: Escorpión Rojo. ISBN 978-8-468-47990-3
- Usagi Yojimbo vol. 29: Doscientos Jizo. ISBN 978-8-468-48051-0
- Usagi Yojimbo vol. 30: Ladronas y espías. ISBN 978-8-491-46801-1
- Usagi Yojimbo vol. 31: El mural infernal. ISBN 9788491532101.
- Usagi Yojimbo vol. 32: Misterios. ISBN 9788491533238.
- Usagi Yojimbo vol. 33: Los ocultos. ISBN 9788491534532.

Col·leccions
La sèrie regular de Yojimbo s'ha recopilat de manera cronològica en diferents volums:
- Usagi Yojimbo: la colección Fantagraphics. Recopila els set primers volums del personatge, publicats originalment per Fantagraphics Books.
  - Vol. 1 (2017, Planeta DeAgostini). ISBN 9788416816194. Reuneix els volums #6-9 (Primeras Andanzas, Samurái, El camino del vagabundo i La conspiración del bramido del dragón).[9]
  - Vol. 2 (2017, Planeta DeAgostini). ISBN 9788416816293. Reuneix els volums #10-12 (Cabra solitaria y su hijo, Círculos i La historia de Gen).[10]
- Usagi Yojimbo: Saga. Recopila els volums publicats originalment per Dark Horse Comics i continua la història cronològica del personatge.[11]
  - Vol. 1 (2017, Planeta DeAgostini). ISBN 9788416816446. Reuneix els volums #1-3 (Sombras de muerte, Daisho i Al filo de la vida y la muerte).
  - Vol. 2 (2018, Planeta DeAgostini). ISBN 9788491467182. Reuneix els volums #4-5 i #13 (Regreso a la llanura Adachi, Estaciones, Segadora i Sombras grises).
  - Vol. 3 (2018, Planeta DeAgostini). ISBN 9788491730170. Reuneix els volums #14-16 (Máscara de demonio, Segadora II i Luna encapotada).
  - Vol. 4 (2021, Planeta DeAgostini). ISBN 9788491735700. Reuneix els volums #17-19 (Duelo en Kitanoji, Viajes con Jotaro i Padres e hijos).
- Usagi Yojimbo: IDW. Recopila els volums publicats originalment per IDW Publishing, amb histories en color.[12]
  - Vol. 1: Bunraku y otras historias (2021, Planeta DeAgostini). ISBN 9788413416557. Reuneix els set primers volums de l'etapa en color de IDW, corresponents al volums #1-7 del vol. 4 de la sèrie regular americana (Bunraku, El héroe, Adachi i Las espadas de los Higashi).
  - Vol. 2: Regreso al hogar (2022, Planeta DeAgostini). ISBN 9788413418087. Reuneix els volums #8-14 del vol. 4 de la sèrie regular americana.

Altres col·leccions i novel·les gràfiques
- Space Usagi (2008, Planeta DeAgostini). ISBN 978-84-674-5434-5.
- Usagi Yojimbo: Yokai (2014, Planeta DeAgostini). ISBN 9788415921240.
- Usagi Yojimbo: Senso (2016, Planeta DeAgostini). ISBN 9788416476862.
- Usagi Yojimbo y las Tortugas Ninja (2018, Planeta DeAgostini). ISBN 9788491730309.

Llibres d'art
- Libro de bocetos, una edició limitada al Expocomic 2004, publicada per AEAC (Asociación Española del Comic). ISBN 84-96425-15-0